# Fachgesellschaft
Eine Fachgesellschaft ist der Zusammenschluss von wissenschaftlich aktiven oder interessierten Personen in einem Fachgebiet. Üblich ist der Begriff vor allem in der Wissenschaft, deshalb wird auch von "wissenschaftlichen Fachgesellschaften" gesprochen. Außerhalb der Wissenschaft sind die Begriffe Interessenvertretung oder Fachverband üblich. Ziele sind die Vertretung der standespolitischen Interessen des Fachs und der Fachvertreter 
Berufsverbände als Zusammenschluss von Angehörigen desselben Berufs oder verwandter Berufe, was auch die nicht wissenschaftlichen Tätigkeiten einschließt. In einigen Fachern existieren sowohl wissenschaftliche Fachgesellschaften als auch Berufsverbände nebeneinander (z.B Deutsche Gesellschaft für Psychologie und Berufsverband Deutsche Psychologen und Psychologen), die 
Eine Wissenschaftliche Gesellschaft ist in der Regel der Zusammenschluss von in der Wissenschaft tätigen Personen oder solchen, die eine bestimmte Graduierung erreicht haben (ordentliche Mitgliedschaft z. B. an die Promotion gebunden, etwa Deutsche Gesellschaft für Psychologie). Im Unterschied zu Fachgesellschaften können diese auch interdisziplinär sein (Akademien).
Fachgesellschaften organisieren wissenschaftliche Jahrestagungen und Kongresse in ihrem Fachgebiet, teilweise publizieren sie eigene wissenschaftliche Zeitschriften oder geben solche bei Verlagen heraus. In der Regel sind Fachgesellschaften Körperschaften in der Rechtsform des eingetragenen Vereins (e. V.).
Fachgesellschaften nehmen auch an der politischen Entscheidungsfindung teil (Stellungnahmen oder aktiver Einbezug durch die Politik), wenn ihr Fachgebiet involviert ist. In diesen Fällen können Konfliktsituationen zwischen der notwendigen Berücksichtigung von Sachkompetenz und der Vertretung standespolitischer Interessen entstehen.

## Beispiele
- Archäologie: Deutsche Gesellschaft für Ur- und Frühgeschichte (DGUF)
- Biologie: Verband Biologie, Biowissenschaften und Biomedizin in Deutschland (VBio), Zusammenschluss der Fachgesellschaften in der Biologie
- Chemie: Gesellschaft Deutscher Chemiker (GDCh)
- Gentherapie: Deutsche Gesellschaft für Gentherapie e. V. (DG-GT e. V.)
- Geowissenschaften: Geologische Vereinigung (GV)
- Geschichte: American Historical Association
- Informatik: Gesellschaft für Informatik (GI)
- Informationswissenschaft: Hochschulverband Informationswissenschaft (HI), Deutsche Gesellschaft für Information und Wissen (DGI)
- Materialwissenschaft: Deutsche Gesellschaft für Materialkunde (DGM)
- Mathematik: Deutsche Mathematiker-Vereinigung (DMV), Gesellschaft für Angewandte Mathematik und Mechanik (GAMM)
- Medienwissenschaft: Gesellschaft für Medienwissenschaft (GfM), Studienkreis Rundfunk und Geschichte (StRuG)
- Medizin: 184 Mitgliedsgesellschaften der Arbeitsgemeinschaft der Wissenschaftlichen Medizinischen Fachgesellschaften (AWMF)
- Meteorologie: Deutsche Meteorologische Gesellschaft (DMG)
- Musikwissenschaft: Gesellschaft für Musikforschung (GfM)
- Philosophie: Deutsche Gesellschaft für Philosophie (DGPhil)
- Physik: Deutsche Physikalische Gesellschaft (DPG)
- Politikwissenschaft/Politische Theorie: Deutsche Gesellschaft zur Erforschung des Politischen Denkens (DGEPD)
- Psychologie: Deutsche Gesellschaft für Psychologie (DGPs), American Psychological Association
- Psychotraumatologie: Deutschsprachige Gesellschaft für Psychotraumatologie (DeGPT)
- Publizistik- und Kommunikationswissenschaft: Deutsche Gesellschaft für Publizistik- und Kommunikationswissenschaft (DGPuK)
- Sozialwissenschaften: Deutsche Gesellschaft für Soziologie (DGS); Berufsverband Deutscher Soziologinnen und Soziologen (BDS)
- Strahlenschutz: Deutsch-Schweizerischer Fachverband für Strahlenschutz (FS), Deutsche Gesellschaft für Biologische Strahlenforschung (DeGBS)
- Toxikologische und Forensische Chemie: Gesellschaft für Toxikologische und Forensische Chemie (GTFCh)
- Wirtschaftswissenschaften: Bundesverband Deutscher Volks- und Betriebswirte (bdvb).